# غرايم ليال
غرايم ليال (بالإنجليزية: Graeme Lyall)‏ هو عازف ساكسفون أسترالي، ولد في 25 يناير 1942.

## وصلات خارجية
- غرايم ليال على موقع ميوزك برينز (الإنجليزية)
- غرايم ليال على موقع ديسكوغز (الإنجليزية)